# Бирчево
Би́рчево (болг. Бърчево) — село в Смолянській області Болгарії. Входить до складу общини Рудозем.

## Населення
За даними перепису населення 2011 року у селі проживали 197 осіб.
Національний склад населення села:
| Національність   | Кількість осіб | Відсоток |
| ---------------- | -------------- | -------- |
| болгари          | 189            | 97,9%    |
| інша             | 3              | 1,6%     |
| Всього відповіли | 193            |          |

Розподіл населення за віком у 2011 році:
Динаміка населення: